# Daniil Lesovoj
Daniil Olegovič Lesovoj (in russo Даниил Олегович Лесовой?; Mosca, 12 gennaio 1998) è un calciatore russo con cittadinanza ucraina, attaccante dell'AEL Limassol in prestito dalla Dinamo Mosca.

## Statistiche

### Presenze e reti nei club
Statistiche aggiornate all'10 novembre 2020.
| Stagione            | Squadra                 | Campionato          | Campionato | Campionato | Coppe nazionali | Coppe nazionali | Coppe nazionali | Coppe continentali | Coppe continentali | Coppe continentali | Altre coppe | Altre coppe | Altre coppe | Totale | Totale | Totale |
| Stagione            | Squadra                 | Comp                | Pres       | Reti       | Comp            | Pres            | Reti            | Comp               | Pres               | Reti               | Comp        | Pres        | Reti        | Pres   | Reti   |        |
| ------------------- | ----------------------- | ------------------- | ---------- | ---------- | --------------- | --------------- | --------------- | ------------------ | ------------------ | ------------------ | ----------- | ----------- | ----------- | ------ | ------ | ------ |
| mar.-mag. 2017      | Zenit-2 San Pietroburgo | PFN Ligi            | 8          | 0          | -               | -               | -               | -                  | -                  | -                  | -           | -           | -           | 8      | 0      |        |
| 2017-2018           | Zenit-2 San Pietroburgo | PFN Ligi            | 24         | 1          | -               | -               | -               | -                  | -                  | -                  | -           | -           | -           | 24     | 1      |        |
| Totale Zenit-2      | Totale Zenit-2          | Totale Zenit-2      | 32         | 1          |                 | -               | -               |                    | -                  | -                  |             | -           | -           | 32     | 1      |        |
| 2018-2019           | Arsenal Tula            | PL                  | 13         | 2          | CR              | 4               | 0               | -                  | -                  | -                  | -           | -           | -           | 17     | 2      |        |
| 2019-2020           | Arsenal Tula            | PL                  | 27         | 3          | CR              | 2               | 0               | EL                 | 2                  | 0                  | -           | -           | -           | 31     | 2      |        |
| Totale Arsenal Tula | Totale Arsenal Tula     | Totale Arsenal Tula | 40         | 5          |                 | 6               | 0               |                    | 2                  | 0                  |             | -           | -           | 48     | 5      |        |
| 2020-2021           | Dinamo Mosca            | PL                  | 13         | 6          | CR              | 0               | 0               | EL                 | 1                  | 0                  | -           | -           | -           | 14     | 6      |        |
| Totale carriera     | Totale carriera         | Totale carriera     | 85         | 12         |                 | 6               | 0               |                    | 3                  | 0                  |             | -           | -           | 94     | 12     |        |